# Mysen
Mysen est une ville de Norvège, faisant partie administrativement de la municipalité d'Eidsberg, dans le comté d'Østfold. La ville fut une commune indépendante de 1920 à 1961 et compte environ 5881 habitants au 1er janvier 2009.
Le nom de la ville a été nommé d'après l'ancienne ferme de Mysen (en norrois Mysin de Mosvin). La ville est construite sur un sol de tourbières et marais.